# Pattukkottai
Pattukkottai là một thành phố và khu đô thị của quận Thanjavur thuộc bang Tamil Nadu, Ấn Độ.

## Địa lý
Pattukkottai có vị trí 10°26′B 79°19′Đ / 10,43°B 79,32°Đ Nó có độ cao trung bình là 5 mét (16 feet).

## Nhân khẩu
Theo điều tra dân số năm 2001 của Ấn Độ, Pattukkottai có dân số 65.453 người. Phái nam chiếm 50% tổng số dân và phái nữ chiếm 50%. Pattukkottai có tỷ lệ 74% biết đọc biết viết, cao hơn tỷ lệ trung bình toàn quốc là 59,5%: tỷ lệ cho phái nam là 80%, và tỷ lệ cho phái nữ là 69%. Tại Pattukkottai, 11% dân số nhỏ hơn 6 tuổi.